# Thiaroye Gare
Thiaroye Gare ist ein Stadtbezirk der Großstadt Ville de Pikine in der Metropolregion Dakar, gelegen im zentralen Westen Senegals. Die Stadtbezirke von Pikine haben jeweils den Status einer Gemeinde (commune).

## Geografie
Thiaroye Gare liegt im Zentrum des Flaschenhalses der Cap-Vert-Halbinsel nördlich des Stadtbezirks Thiaroye sur Mer.
Der annähernd rautenförmig umgrenzte Stadtbezirk, dessen Grenzlänge an allen vier Seiten rund 1300 Meter beträgt, hat eine Fläche von 1,585 km².
Die Mitte und den Süden des Stadtbezirks nimmt das quadratisch umgrenzte und nur locker bebaute Areal des Camp de Thiaroye ein. Die Einwohner von Thiaroye Gare bewohnen die städtisch verdichtete Bebauung am Nord- und am Ostrand des Camps. Die Route des Niayes bildet die Grenze zu dem westlichen Nachbarbezirk Guinaw Rail Nord und die Route de Malika im Norden trennt Thiaroye Gare von Djidah Thiaroye Kao. Im Süden liegt jenseits der Autoroute 1 der Stadtbezirk Tivaouane Diacksao.

## Geschichte
Der Stadtbezirk Thiaroye Gare verdankt seinen Namen dem Gare de Thiaroye. Diese Station der Bahnstrecke Dakar–Niger, die knapp zweieinhalb Kilometer nördlich des historischen Fischerortes Thiaroye sur Mer vorbeiführt, diente zunächst den militärstrategischen Belangen des südlich an die Bahnstation anstoßenden Camp de Thiaroye und sodann als Ausgangspunkt für die Entstehung einer zivilen Siedlung am Nord- und am Ostrand des Camps.
Das Camp, und damit der Name Thiaroye, erlangte eine tragische Berühmtheit durch das Thiaroye-Massaker, dem am 1. Dezember 1944 eine umstrittene Zahl von zur Demobilisierung anstehenden Tirailleurs sénégalais, im deutschen Sprachraum als Senegalschützen bekannt, zum Opfer gefallen sind. Sie waren am Morgen jenes Tages auf Befehl des kommandierenden Generals auf der Esplanade angetreten und standen dort vor einer Drohkulisse aus Maschinengewehren und gepanzerten Fahrzeugen. Wegen angeblicher Meuterei ließ der Befehlshaber kurzerhand das Feuer auf die angetretenen Soldaten eröffnen. Nach unterschiedlichen Quellen sind zwischen 35 und 300 der angetretenen Tirailleurs sénégalais diesem Feuerbefehl zum Opfer gefallen. An einer unabhängigen Untersuchung des Vorfalls hat bislang keine offizielle Stelle ein besonderes Interesse gezeigt. Schon weil bislang das Massengrab nicht gefunden wurde, in dem man die Opfer begraben hatte, kann die Opferzahl nicht geklärt werden.
Der Stadtbezirk war ab 2013 Teil der Restructuration de Pikine Irrégulier Sud (PIS), einer 700 Hektar umfassenden und 220.000 Einwohner betreffenden Stadtteilsanierung im Rahmen des Autobahnprojektes L’autoroute à péage Dakar–Diamniadio zum Bau der Autoroute 1.

## Bevölkerung
Die letzten Volkszählungen ergaben für den Stadtbezirk jeweils folgende Einwohnerzahlen:
| Jahr | Einwohner |
| ---- | --------- |
| 1988 | …         |
| 2002 | 21.873    |
| 2013 | 24.834    |
| 2023 | 25.037    |

## Verkehr
Die Anschlussstelle 7 der Autoroute 1 im äußersten Süden von Thiaroye Gare verbindet den Stadtbezirk in Westrichtung mit der Hauptstadt Dakar und in Ostrichtung, nach Passieren einer Mautstelle auf der Hauptfahrbahn, mit dem Flughafen Dakar-Blaise Diagne.

## Infrastruktur
Nach einer stadtplanerischen Konversion des ehemaligen Militärstützpunktes Camp de Thiaroye sind dort namentlich zu finden
- die Mittelschule (collège d’enseignement moyen – CEM) „Thiaroye 44“,[7]
- das Lycée de Thiaroye mit über 2800 Schülern,[8]
- das Centre hospitalier national de Pikine,[9]
- der 2004 zum Nationalfriedhof erklärte Militärfriedhof, auf dem 2014 in Anwesenheit der Staatspräsidenten Macky Sall und François Hollande ein Denkmal für die Opfer von 1944 enthüllt wurde.[10]

Nicht zuletzt wurde auf sieben Hektar im Nordwesten des Camps das centre commercial de Thiaroye errichtet, ein Bauprojekt für die Händler, die von den nördlich vorbeiführenden Bahngleisen, wo sie ihre Stände betrieben hatten, hierher umziehen sollten.